# Что произошло с дочерью Бургера, или как действует южно-африканская цензура
Что произошло с дочерью Бургера, или Как действует южно-африканская цензура (англ. What Happened to Burger's Daughter or How South African Censorship Works) — сборник эссе 1980 года Южно-Африканской лауреатки Нобелевской премии по литературе Надин Гордимер и других авторов. Книга рассказывает о запрете Южноафриканским правительством и последующем снятии запрета с романа Гордимер 1979 года «Дочь Бургера».
Книга была опубликована в Йоханнесбурге издательством Taurus Publications, небольшим подпольным издательством, созданным в конце 1970-х годов для печати литературы против апартеида и других материалов, которые южноафриканские издатели избегали из-за боязни цензуры. Её публикации, как правило, распространялись в частном порядке или рассылались в книжные магазины, где их раздавали покупателям, чтобы не привлекать внимания южноафриканских властей.

## Эссе
- «Что случилось с дочерью бургера» Надин Гордимер.
- «Причины запрета» Ричард Смит (директор по публикациям)
- «О чём эта книга» Надин Гордимер
- «Причины отмены запрета» публикациями Апелляционного совета
- «Что писательская пресса думала о романе»
- «Цензура в Южной Африке: правовые рамки» Джона Дугарда
- «Краткий список недавно запрещённых книг»